# 연천군보건의료원
연천군보건의료원(漣川郡保建醫療院)은 주변에 선사유적지와 고구려시대 은대리성 등 문화유적과 한탄강의 수려한 자연경관이 잘 어우러진 곳에 위치하고 있어 많은 주민들이 이용하고 있다 1963년 연천군 보건소가 설치되었고, 1989년 4월 농어촌지역 병원급 의료기관으로 연천군보건의료원이 출범했다. 또한, 2010년에는 취약지역 응급의료기관 육성 운영계획에 따라 지역 응급의료기관 응급실이 지정되어 운영되고 있다.

## 일반현황

### 연혁
- 1963년: 연천군 보건소 설치
- 1989년: 보건의료원으로 출범(농어촌지역 병원급 의료기관)
- 1999년: 현 위치로 신축 이전(전곡읍 은대리 은대성로 95)

※ 보건사업과 진료가 병합된 "병원화 보건소"로 경기도에서 유일하게 운영
- 2006년: 한방과 진료개시
- 2007년: 소아과 ➡소아청소년과로 명칭변경
- 신경정신과→정신건강의학과로 명칭변경
- 2011년: 산부인과 폐지
- 2012년: 비뇨기과 폐지
- 2015년: 신경외과 폐지
- 2015년: 일반외과 진료개시
- 2020년 1월 :산부인과, 소아청소년과 진료개시
- 2020년 3월 26일 : 한방과 코로나파견 운영중단
- 2020년 4월 6일 : 안과 코로나파견 운영중단
- 2020년 12월 21일 : 내과2 코로나파견 잠정휴진
- 2021년 1월 5일 : 정형외과 코로나파견 잠정휴진
- 2022년 1월 3일 : 피부, 비뇨의학과 진료개시

### 주요시설
- 부지면적 : 32,804㎡
- 건축면적 : 9,913㎡(지상4층, 보건의료원 8,575㎡ / 장례식장 1,338㎡)
- 주요시설 : 진료실(8실), 수술실, 입원실, 건강검진센터, 사무실 등
- 보건지소 : 7개소(연천,군남,청산,백학,왕산,신서,장남)
- 보건진료소 : 7개소(고문,양원,늘목,노곡,마전,동중, 횡산리)

## 부서안내
- 원장실
- 의료지원과
- 보건사업과

## 센터안내
- 건강증진센터
- 치매안심센터
- 건강검진센터
- 정신건강복지센터
- 자살예방센터
- 금연클리닉

통합건강관리실
- 영양상담실
- 운동처방실

## 층별안내
- 1층 :건강검진센터, 진단검사실, 영상의학실, 산부인과 , 치과, 구강검진실, 결핵실,기계실
- 2층 : 응급실, 접수, 수납, 진료실(내과1, 내과2, 일반외과, 정형외과, 정신건강의학과, 소아청소년과, 피부비뇨의학과), 약국, 정신보건센터, 예방접종실, 물리치료실, 운동처방실, 금연상담실, 영양상담실,구내식당,소화기내과
- 3층 : 수술실, 입원실, 사무실(의료지원과, 보건사업과), 원장실, 전산실
- 4층 : 치매안심센터, 방역기동반
- 기타 : 매점, 공중보건의 숙소, 장례식장(시설관리공단)

## 협력병원
- 서울대학교병원
- 가톨릭대학교 의정부성모병원

## 진료과목(10)
- 내과1
- 내과2
- 일반외과
- 정형외과
- 소아청소년과
- 정신건강의학과
- 피부, 비뇨의학과
- 산부인과
- 치과
- 소화기내과(내시경실)

## 응급실
- 응급실은 365일 24시간 진료합니다.

[본 병원은 지역응급의료기관으로 응급관리료가 부가됩니다.]
- 각 과 전문의가 24시간 교대로 근무합니다.

## 진료시간
접수 및 수납
- 08:00 ~ 17:00 (진료접수, 수납)

외래진료
- 08:00 ~ 17:00(정신건강의학과 예약진료)

정신건강의학과(매주 수요일 오전진료)
건강검진
- 08:00 ~ 17:00

점심시간
- 12:00 ~ 13:00

예방접종
- 화~목: 09:00 ~ 11:30(영유아)
- 월,수,금 : 09:00~16:00(성인)

토·일요일 및 공휴일 휴진(응급실 제외)

## 편의시설
- 매점
- 구내식당
- 농협 ATM자동입출금기

## 보건지소, 진료소
| 보건지소         | 관할구역      | 진료과목         |
| ---------------- | ------------- | ---------------- |
| 연천보건지소     | 연천읍        | 순회진료(수)     |
| 신서보건지소     | 신서면        | 의과, 한방과     |
| 군남보건지소     | 군남면,중면   | 의과, 한방과     |
| 청산보건지소     | 청산면        | 의과             |
| 왕산보건지소     | 왕징면,미산면 | 의과,치과        |
| 백학보건지소     | 백학면        | 의과,한방과,치과 |
| 장남보건지소     | 장남면        | 순회진료(수)     |
| 고문리보건진료소 |               |                  |
| 양원리보건진료소 |               |                  |
| 늘목리보건진료소 |               |                  |
| 노곡리보건진료소 |               |                  |
| 마전리보건진료소 |               |                  |
| 동중리보건진료소 |               |                  |
| 횡산리보건진료소 |               |                  |

## 코로나19 선별진료소
연천군 보건의료원
- 평   일 : 09:00 ~ 18:00
- 점심시간 : 12:00 - 13:00
- 토 요 일 : 09:00 ~ 12:00
- 일 요 일 : 미운영

연천공설운동장 임시선별진료소
- 월 ~ 금 : 09:00 ~ 17:00

## 코로나19 연천군 예방접종센터
- 운영시간 : 09:00 ~ 16:00
- 점심시간 : 12:00 ~ 13:00
- 접종장소 : 보건의료원 대회의실

## 의료기관 현황

### 요양병원
- 효사랑병원

https://web.archive.org/web/20191205171534/http//jghyosarang.com/

### 치과의원
- 행복한치과의원
- 서울S치과의원
- 안희용치과의원
- 이사랑치과의원
- YS삼성치과의원
- 프로방스치과의원
- 로뎀치과의원
- 웃음가득치과의원 http://www.fulldental.co.kr/ 보관됨 2019-12-05 - 웨이백 머신
- 김치과의원
- 전곡치과의원
- 방치과의원
- 김봉환치과의원

### 한의원
- 조은한의원
- 청솔한의원
- 춘강한의원
- 경희한의원
- 문곡16형한의원
- 전곡한의원
- 연천한의원

### 피부비뇨기과, 이비인후과,안과
- 강피부비뇨기과의원
- 홍이비인후과의원
- 조은안과의원

### 내과,정형외과
- 김경석내과의원
- 왕편한내과의원
- 전곡정형외과의원
- 우리들정형외과의원

### 일반의원
- 전곡온의원
- 활기찬의원
- 서울의원
- 연천성모의원
- 고려의원
- 제일의원

## 셔틀버스 운행안내
- 오전:매시55분, 25분 출발(의료원출발)
- 오후:매시5분출발(의료원출발)
- 첫차:07:45분 ~ 막차:17:05분
- 셔틀버스 운행구간

의료원출발➡주공아파트(정문)➡군농협사거리➡전곡역➡보경약국➡롯데슈퍼 ➡의료원도착